# Mauro Leonardi
Mauro Leonardi (Como, 4 de abril de 1959) es un sacerdote, escritor y comentarista italiano. 

## Biografía
En 1988 fue ordenado sacerdote por Juan Pablo II y desde ese momento vive en Roma. Desde 2005 vive en un barrio periférico de Roma, donde lleva a cabo su trabajo pastoral. Es capellán de escuela secundaria y colabora con su ministerio en una parroquia en el mismo lugar.

## Actividad
Su blog Come Gesù (Como Jesús) está en línea desde 2011. Escribe regularmente en la Revista Palabra, y en algunos periódicos italianos, como Agi - Agencia de información gubernamental, la edición italiana del periódico Metro Directo y en el periódico diario de la Conferencia Episcopal Italiana (Avvenire). Escribe en columnas en varios semanarios familiares. Participa en algunos programas de televisión de entretenimiento y debates actuales.

### El escritor
Su primera novela es Quare, una novela de ciencia ficción (Ares, 2000). En 2003 escribió Mezz'ora di orazione (Ares), que fue publicado en español en dos partes: Una ayuda para hacer oración (Ediciones Palabra, 2005) y Orar con 8 personajes de la biblia (Ediciones Desclée De Brouwer). En 2008 publicó un artículo para la revista "Humanitas", con el título En el latido del corazón de Cristo.
En 2011 sale a la luz Come Gesù (Ares), traducido al español Como Jesús (Ediciones Palabra) que da nombre a su blog. En 2012 lanzó su segunda novela, Abelis (Lindau). Il Signore dei sogni (Ares, 2015) es su último ensayo. Del 6 de diciembre de 2013 al 11 de noviembre de 2016, publica en su blog una colección de 152 poemas, titulada "Il diario di Paci". El poema más famoso es El amor no es suficiente para amar, erróneamente atribuido a Frida Kahlo.
En 2020 escribió un ensayo titulado "Le religioni spiegate ai giovani. Convivenza e dialogo nella diversità" (en español "Religiones explicadas a los jóvenes. Convivencia y diálogo en la diversidad) para Diarkos.
En el 2023 sale por la edición en español "Via Crucis De Maria".
En el 2025 sale "Il granello di senape. Regno di Dio o impero di Dio?"

## Disputas
Algunos católicos en varios lugares del mundo afirman que Leonardi quiera cambiar el Catecismo de la Iglesia Católica sobre a la homosexualidad: por el contrario él afirma que, siguiendo las enseñanzas del Papa Francisco, simplemente mira respetuosamente a esta realidad. Fue el centro de numerosas controversias y ataques de algunos católicos por entrevistar a Vladimir Luxuria que, en esa ocasión, contó sobre su conversión al catolicismo.

## Obra
- Quare (Edizioni Ares, 2000, ISBN 88-8155-195-0)
- Una ayuda para hacer oración (Ediciones Palabra, 2005, ISBN 978-84-9840-175-2)
- Orar con 8 personajes de la Biblia (Ediciones Desclée De Brouwer, 2005, ISBN 978-84-3301-955-4)
- Como Jesús (Ediciones Palabra, 2015, ISBN 978-84-9061-268-2)
- Abelis (Lindau, 2012, ISBN 978-88-7180-998-4)
- Il Signore dei Sogni (Edizioni Ares, 2015, ISBN 978-88-8155-672-4)
- Una giornata di Susanna (Cooper, 2018, ISBN 978-88-7394-240-5)
- Le religioni spiegate ai giovani. Convivenza e dialogo nella diversità (Diarkos, 2020, ISBN 978-88-3217-677-3)
- Né santi né demoni. Interviste “eretiche” sul bene e sul male (Reality Book, 2020 ISBN 978-88-9528-463-7)
- Via Crucis di Maria (Amen, 2021, ISBN 978-88-9606-350-7)
- Via Crucis vista con gli occhi d alcuni personaggi del vangelo (Amen, 2021, ISBN 978-88-9606-351-4)
- Il Vangelo secondo TikTok. Usare i social e restare liberi (Terra Santa, 2021, ISBN  978-88-6240-860-8)
- Cento volte tanto. Diventa manager della tua vita con il Vangelo (Ed. San Paolo, 2023, ISBN  978-88-9224-075-9)
- Il granello di senape. Regno di Dio o impero di Dio? (Ed. San Paolo, 2025, ISBN  978-88-9224-653-9)